# Ц (слово ћирилице)
Слово Ц је двадесет и седмо слово српске ћирилице.